# ماتياس رويز سوسا
ماتياس رويز سوسا (بالإسبانية: Matías Ruiz Sosa)‏ هو لاعب كرة قدم أرجنتيني في مركز الوسط، ولد في 13 مارس 1992 في الأرجنتين. لعب مع ألماجرو.

## وصلات خارجية
- ماتياس رويز سوسا على موقع قاعدة بيانات كرة القدم.إي يو (الإنجليزية)
- ماتياس رويز سوسا على موقع Soccerway.com (الإنجليزية)